# Don't Worry, Be Happy
"Don't Worry, Be Happy" é uma canção composta pelo músico americano Bobby McFerrin, sendo considerada seu maior sucesso internacional. Lançada em setembro de 1988, se tornou a primeira música a cappella a chegar no topo das paradas da Billboard Hot 100, uma posição que manteve por duas semanas. O título da canção (traduzido como "Não se preocupe, seja feliz") é uma frase atribuída a Meher Baba, um famoso guru espiritual indiano. Os "instrumentos" da canção a cappella são inteiramente vozes dobradas ("Overdub") e outros sons feitos por McFerrin (como um assobio que percorre a canção inteira), sendo usado nenhum instrumento de fato; McFerrin também canta com um sotaque estrangeiro de inglês (similar ao jamaicano), embora ele seja norte-americano. O videoclipe, feito em tom humorístico, conta com a participação do próprio McFerrin e também dos atores/comediantes Robin Williams e Bill Irwin.
A canção acabou se tornando um enorme sucesso nos Estados Unidos e no mundo, com vários covers e versões sendo feitas no decorrer dos anos. Recebeu três prêmios Grammys em 1989 ("Canção do Ano", "Gravação do Ano" e "Melhor Vocal Pop Masculino").

## Tabelas musicais
| Paradas (1988–89)                                 | Melhor posição |
| ------------------------------------------------- | -------------- |
| Alemanha (Media Control Charts)                   | 1              |
| Austrália (ARIA Charts)                           | 1              |
| Áustria (Ö3 Austria Top 75)                       | 1              |
| Bélgica (Ultratop 50 de Flandres)                 | 2              |
| Canadá (RPM 30 Retail Singles)                    | 1              |
| Canadá (RPM Top Singles)                          | 1              |
| França (SNEP)                                     | 29             |
| Irlanda (Irish Singles Chart)                     | 3              |
| Itália (FIMI)                                     | 18             |
| Países Baixos (Dutch Top 40)                      | 2              |
| Países Baixos (Mega Single Top 100)               | 3              |
| Nova Zelândia (NZ Top 10 Heatseekers)             | 2              |
| Noruega (VG-lista)                                | 5              |
| África do Sul                                     | 4              |
| Espanha (AFYVE)                                   | 5              |
| Suécia (Sverigetopplistan)                        | 2              |
| Suíça (Schweizer Hitparade)                       | 2              |
| Reino Unido (Official Charts Company)             | 2              |
| Estados Unidos (Billboard Hot 100)                | 1              |
| Estados Unidos (Billboard Hot Adult Contemporary) | 7              |
| Estados Unidos (Hot R&B/Hip-Hop Singles)          | 11             |